# Katrin Cartlidge
Pour les articles homonymes, voir Watson.
Katrin Cartlidge, née le 15 mai 1961  à Londres, et morte dans la même ville le 7 septembre 2002 est une actrice britannique.
Elle débute au théâtre dans les années 1980 (Royal Court, puis Royal National Theatre), puis joue le rôle de Lucy Collins dans la série télévisée Brookside sur  Channel 4.

## Biographie
Katrin Cartlidge fait ses études à Parliament Hill School à Camden puis rencontre Jill Bennett au Royal Court Theatre qui l'engage comme costumière avant d'être remarquée par Peter Gill qui la fait monter sur scène. Elle se fait connaître du public international avec le film Naked (1993) de Mike Leigh qui obtient le Prix de la mise en scène au Festival de Cannes. Elle tournera ensuite deux autres films avec le réalisateur, Deux filles d'aujourd'hui et Topsy-Turvy. En 1996, elle joue dans Breaking the Waves de Lars von Trier, puis en 1998 dans Claire Dolan, film du new-yorkais Lodge H. Kerrigan.
Compagne de l'acteur Peter Gevisser, Katrin Cartlidge est morte des suites d'une pneumonie et septicémie. Après sa mort, une fondation en son nom est créée.

## Filmographie

### Cinéma
- 1984 : Sacred Hearts de Barbara Rennie : Doris
- 1987 : Eat the Rich de Peter Richardson : Katrin
- 1993 : Naked de Mike Leigh : Sophie
- 1994 : Before the Rain de Milcho Manchevski : Anne
- 1994 : Fever (court-métrage) de Carine Adler : Claire
- 1995 : Narance (cour-métrage) de Patrick Harkins : Manya
- 1996 : Merisairas de Veikko Aaltonen : Elena Polakov
- 1996 : Breaking the Waves de Lars von Trier : Dodo
- 1997 : Saint-Ex d'Anand Tucker : Gabrielle de Saint-Exupéry
- 1997 : Deux filles d'aujourd'hui (Career Girls) de Mike Leigh : Hannah Mills
- 1998 : Claire Dolan de Lodge H. Kerrigan : Claire Dolan
- 1998 : Hi-Life de Roger Hedden : April
- 1998 : The Lost Son de Chris Menges : Emily
- 1999 : La Cerisaie de Michael Cacoyannis : Varya
- 1999 : Topsy-Turvy de Mike Leigh : Madame
- 2000 : Hotel Splendide de Terence Gross : Cora Blanche
- 2000 : Le Poids de l'eau (The Weight of Water) de Kathryn Bigelow : Karen Christenson
- 2001 : No Man's Land de Danis Tanovic : Jane Livingstone
- 2001 : From Hell d'Allen Hughes : Annie Chapman
- 2002 : Eddie Loves Mary (court-métrage) d'Hannah Rotschild : Mary
- 2002 : Searching for Debra Winger de Rosanna Arquette : elle-même

### Télévision

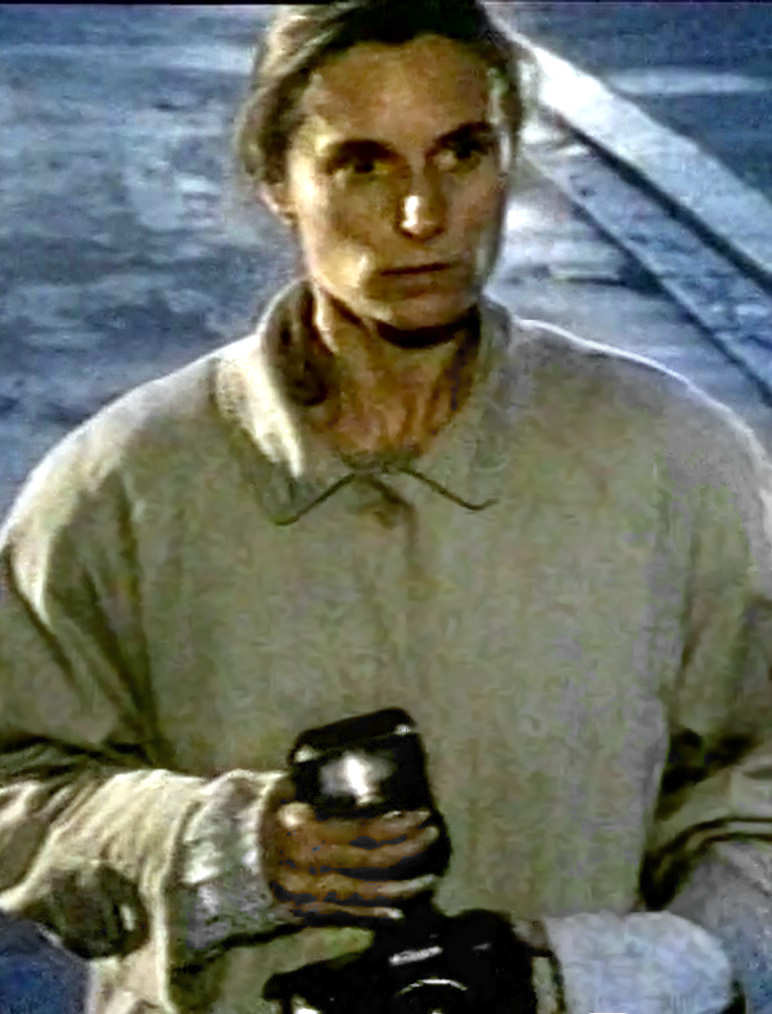
Katrin Cartlidge en téléfilm Nightlife (1996).

- 1982-1988 : Brookside (série télévisée) de Phil Redmond : Lucy Collins
- 1985 : The Caucasian Chalk Circle (téléfilm) d'Adrian Brown : la conductrice de tracteur, la jeune fille
- 1986 : The Collectors (série télévisés), épisode The Dog It Was de Keith Washington : Beattie Haycock
- 1987 : Bulman (série télévisée), saison 2, épisode 7 Ministry of Accidents de Brian Mills : Rose
- 1988 : The Comic Strip Presents (série télévisée), saison 4, épisode 6 Funseekers de Baz Taylor : Maria
- 1991 : EastEnders (série télévisée), épisode de Sue Dunderdale : D.C. Goddard
- 1993 : The Chief (série télévisée), saison 3, épisode 3 d'A.J. Quinn : Liz Williams
- 1994 : Nobody's Children (téléfilm) de David Wheatley : Viorica
- 1994 : Capital Lives (série télévisée), épisode Repossessed de Beryl Richards : Carole
- 1994 : Screen Two (série télévisée), saison 14, épisode 5 Look Me in the Eye de Nick Ward : l'amoureuse au café
- 1995 : 3 Steps to Heaven (téléfilm) de Constantine Giannaris : Suzanne
- 1996 : Faust (téléfilm) de Derek Bailey : la femme
- 1996 : Nightlife (téléfilm) de Patrick Harkins : Robin
- 2000 : Cendrillon Rhapsodie (Cinderella) (téléfilm) de Beeban Kidron : Goneril
- 2001 : Sword of Honour (téléfilm) de Bill Anderson : Julia Stitch
- 2002 : Crime and Punishment (téléfilm) de Julian Jarrold : Katerina Ivanovna
- 2002 : Surrealissimo : The Scandalous Success of Salvador Dali (téléfilm) de Richard Curson Smith : Gala Dali

## Distinctions
- 1997 : Evening Standard Awards de la meilleure actrice pour Deux filles d'aujourd'hui
- 1997 : Bodil de la meilleure actrice dans un second rôle pour Breaking the Waves
- 1997 : Robert de la meilleure actrice dans un second rôle pour Breaking the Waves